# Jacques Foccart
Jacques Koch-Foccart (ur. 31 sierpnia 1913 w Ambrières-les-Vallées, zm. 19 marca 1997 w Paryżu) – francuski doradca polityczny, sekretarz generalny ds. afrykańskich w kancelarii prezydenta Francji, nazywany „Panem Afryką”. Architekt geopolitycznej konstrukcji pod nazwą „Françafrique”.